# Esperanzabergen
Esperanzabergen är ett berg som löper från centrala till den norra kusten i Honduras. Öster om berget ligger berget Agaltakordiljäran, floden Sico och till väster ligger bland annat städerna Trujillo och Olanchito.